# Miguel García Cuesta
Miguel García Cuesta (Macotera, 6 de outubro de 1803 - Santiago de Compostela, 14 de abril de 1873) foi um cardeal italiano do século XIX.

## Biografia
Nasceu em Macotera em 6 de outubro de 1803. Filho de Francisco García Madrid e Isabel Cuesta Rubio. Batizado em 9 de outubro de 1803, igreja paroquial de Nuestra Señora del Castillo, Macotera. Recebeu o sacramento da confirmação, em 30 de julho de 1814, na mesma igreja. Seus pais morreram em 1815 e seu tio, Pablo Cuesta, capelão do Santuário de Nuestra Señora de Valdejimena , o criou.
Estudou no Seminário Conciliar de San Carlos , Salamanca, 1818-1828 (humanidades, filosofia e teologia); e na Universidade de Salamanca, (bacharel em filosofia, 20 de julho de 1821; bacharel em teologia, 30 de dezembro de 1825; licenciado em teologia, 11 de setembro de 1828; doutorado em teologia, 11 de outubro de 1828).
Professor substituto de matemática, Seminário Conciliar de Salamanca, 1821. Recebeu a tonsura, ordens menores e subdiaconato, 27 de maio de 1825; e o diaconato, 18 de fevereiro de 1826. Professor de Instituições Filosóficas, Universidade de Salamanca, 13 de outubro de 1826. Professor de grego, Universidade de Salamanca, 26 de setembro de 1827. Professor de filosofia, Seminário Conciliar de Salamanca, 1828.
Foi ordenado sacerdote em 1º de março de 1828, Salamanca, por Agustín Varela y Temes, bispo de Salamanca. Na diocese de Salamanca, 1826-1848, trabalho pastoral; professor de grego em seu seminário, 1830; reitor, 1840-1847.
Eleito bispo de Jaca, em 14 de abril de 1848. Consagrado, domingo, 16 de julho de 1848, catedral de Valladolid, por José Antonio Rivadeneyra, bispo de Valladolid, auxiliado por Carlos Laborda Clau, bispo de Palencia, e por Agustín Lorenzo Varela Temes, bispo de Salmanca. Na mesma cerimônia foram consagrados Ignacio Díaz Caneja, bispo de Oviedo, e Joaquín Barbarejo Villar, bispo de León. Foi-lhe oferecida a promoção à arquidiocese de Santiago de Cuba, mas recusou. Promovido à sé metropolitana de Santiago de Compostela, a 5 de setembro de 1851. Nomeado senador vitalício do Reino de Espanha, por decreto régio, de 30 de outubro de 1851. Nomeado pela rainha Isabel II cavaleiro com grã-cruz da Real e Distinta Ordem de Carlos III, 20 de abril de 1852. Participou da cerimônia de proclamação do dogma da Imaculada Conceição, Roma.
Criado cardeal sacerdote no consistório de 27 de setembro de 1861; recebeu o gorro vermelho e o título de S. Prisca, em 21 de maio de 1862. Deputado às Cortes constitucionais, 1869. Por se opor à interferência do governo espanhol nos assuntos eclesiásticos, foi-lhe negado o passaporte para assistir ao Concílio Vaticano I (1869-1870). Eleito senador por Vizcaya, 14 de abril de 1872.
Morreu em Santiago de Compostela em 14 de abril de 1873, às 17h30. Exposta no palácio arquiepiscopal e sepultada, a 18 de abril de 1873, na Capilla del Cristo de Burgos, catedral metropolitana de Santiago de Compostela.